# Gérard David
Cet article possède un paronyme, voir David Gérard.
Pour les articles homonymes, voir David.
Né Gheeraedt, ou Geerart Janszoon, à Oudewater vers 1450, il semble avoir pris le prénom de son père David comme patronyme peu après son inscription à la guilde des imagiers et selliers de Bruges en 1484. Peintre, dessinateur et probablement miniaturiste classifié parmi les primitifs flamands, il est mort à Bruges le 13 août 1523.

## Biographie
Gérard David est l'un des derniers représentants des primitifs flamands de l'école de Bruges, représentée notamment par Jan van Eyck, Petrus Christus et Hans Memling.
Originaire d'Oudewater, près de Gouda, il s'inscrit à la corporation des imagiers et selliers de Bruges en tant que franc-maître en 1484. Il est élu second syndic de sa corporation en 1488, puis le 2 septembre 1495, premier syndic, et enfin doyen le 12 octobre 1501. Il entre en 1507 dans la prestigieuse confrérie de Notre-Dame de l'Arbre sec. 
Il épouse Cornelia Cnoop, fille du doyen de la guilde des orfèvres. Il peint la Vierge entre les vierges qu'il offre en 1509 aux sœurs Carmélites du couvent de Sion. Aujourd'hui conservé au musée des Beaux-Arts de Rouen, ce tableau, le seul réellement authentifié, constitue avec le diptyque de la Justice de Cambyse et le Baptême du Christ, le groupe de base utilisé pour constituer par analyse stylistique le corpus des œuvres du maître. L'historien anglais James Weale, établi à Bruges, reconstituera, à la fin du XIXe siècle, l'œuvre du peintre alors tombée dans l'oubli. L'exposition organisée à Bruges en 1902, les Primitifs flamands à Bruges, consacra la redécouverte de Gérard David, en même temps que celles de Jan Provoost, Albert Cornelis et Adriaen Isenbrant.
Signe de reconnaissance, il reçoit en 1506 une commande pour l'abbaye de La Cervara en Ligurie, pour laquelle il réalise un polyptyque, dont les panneaux aujourd'hui dispersés sont conservés au Palazzo Bianco à Gênes, au Metropolitan Museum of Art à New York et au musée du Louvre, à Paris.
Gérard David ne figure pas dans les livres de compte de la guilde Saint-Jean des libraires de Bruges, mais il est possible, voire probable, qu'il ait collaboré épisodiquement à l'illustration de différents manuscrits (fig. B et C).
En 1515, un certain « Meester Gheraet van Brugghe », probablement Gérard David, est inscrit comme peintre à la suite de Joachim Patinier sur le registre de la guilde Saint-Luc des peintres d'Anvers. La double inscription était alors courante pour accroître sa clientèle surtout à cette époque troublée qui voyait le déclin de Bruges en même temps que l'essor de la ville d'Anvers favorisée par Maximilien.
En 1519-1520, il est cité en justice pour un différend qui l'oppose à Ambrosius Benson, qui travailla quelques années comme compagnon dans son atelier et vécut sous son toit. Lors de son départ, sans doute conflictuel, Benson laissa une malle contenant des dessins de têtes et de nus. Selon lui, quelques-uns de ceux-ci lui venaient d'Adriaen Isenbrant, d'autres d'Albert Cornelis. Soutenant que ces modèles étaient les siens, Gérard David les avait confisqués. Par ailleurs, Ambrosius Benson s'était fortement endetté auprès de son maître. Benson fut condamné à le rembourser en retournant travailler comme compagnon à son atelier trois jours par semaine. Une fois les comptes apurés, la cour des échevins ordonna que Gérard David rendît les modèles confisqués. Passant outre ce jugement, Benson fit emprisonner Gérard David le 28 janvier 1520.
Mort en 1523, il fut enterré sous la tour de Notre-Dame à Bruges.

## Style

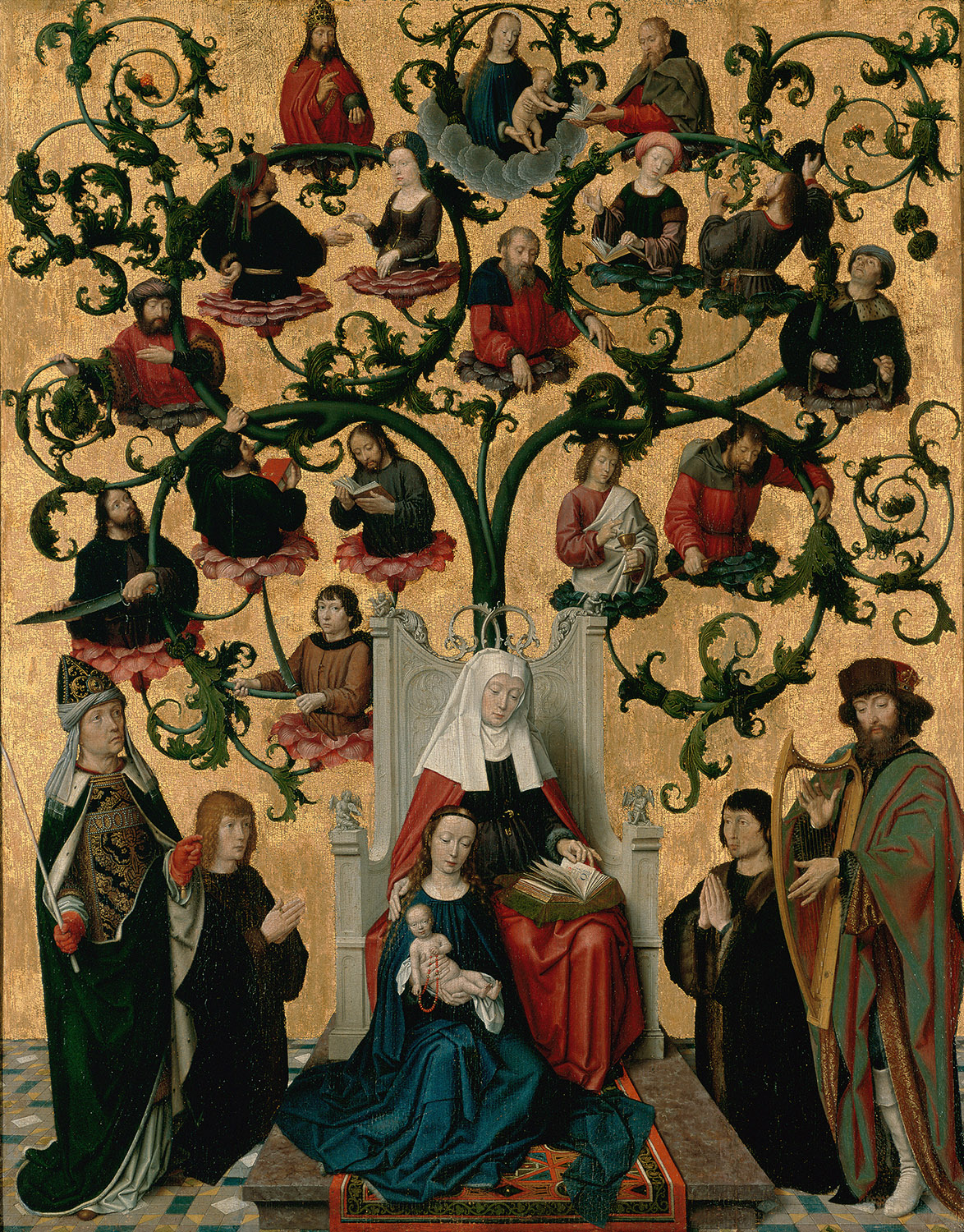
Gérard David, La Lignée de sainte Anne, vers 1500, musée des Beaux-Arts de Lyon.

Dans ses premières peintures (fig. 9 et 2), Gérard David, influencé par l'École de Gand (Jan van Eyck, Joos van Gant, et surtout Hugo van der Goes), emprunte volontiers motifs et figures. Il donne aussi une importance croissante au paysage et au ciel comme composante picturale dramatique.
À partir de 1500, son style évolue avec l'utilisation de modelés plus subtils, de contours plus délicats, et l'emploi du clair-obscur (fig. 6). On note également quelques peintures avec une tonalité générale bleu sombre (fig. 6 et 10).
Après 1506, qui correspond à la livraison du retable de Cervara, son style s'italianise quelque peu avec un perfectionnement technique dans ses perspectives, l'apparition d'un sfumato plus doux, et l'emploi d'effets dramatiques dans l'éclairage (fig. 10).
Après 1510, il peint essentiellement des tableaux de petites dimensions représentant la Vierge à l'Enfant dans un style plus doux, moins hiératique, dans une tonalité plus claire et avec des valeurs moins contrastées (fig. 3). Avec son Repos pendant la fuite en Égypte de Madrid (fig. 4), Gérard David est techniquement au sommet de son art, et la version de Washington (fig. 5) constitue une prouesse technique quant à l'utilisation des glacis.
Gérard David fut beaucoup copié aussi bien par des maîtres réputés d'Anvers comme Quentin Metsys, Jan Provoost, ou Joachim Patinier, que par des peintres de Bruges comme Adriaen Isenbrant, Ambrosius Benson, ou Albert Cornelis.

## Catalogue des œuvres
● La puce violette signale les œuvres attestées ou présumées de Gérard David.
  ● La puce verte signale les œuvres attribuées à Gérard David et à son atelier.
  ● La puce orange signale les œuvres attribuées à l'atelier de Gérard David.

### Peintures des collections publiques
Classement par lieu de conservation (pays et ville).

#### Allemagne
● Crucifixion, huile sur bois, 141 × 120 cm, Staatliche Museum preussischer Kulturbesitz, Berlin, inv. 573.
● Saint Christophe, Saint François, Saint Jérôme, et Saint Antoine Abbé, quatre panneaux, huile sur panneaux, 37,5 × 21,5 cm, Staatliche Museum preussischer Kulturbesitz, Berlin, inv. 50.145.9.
● Annonciation, huile sur bois, 44 × 33 cm, Städelsches Kunstinstitut, Francfort, inv. 1095.
● Adoration des mages, vers 1495, huile sur panneau de chêne, 123,7 × 166,1 cm, Alte Pinakothek, Munich, inv. 715.

#### Autriche
● Nativité, vers 1495, huile sur bois, 57 × 41,3 cm, Kunsthistorisches Museum, Vienne, inv. GG_904.
● Saint Michel terrassant le dragon, triptyque, huile sur panneaux, 66 × 53 cm  et  66 × 22,5 cm, Kunsthistorisches Museum, Vienne, inv. GG_4056.
● Portrait d'un orfèvre (probablement Jacob Cnoop, beau-père de Gérard David), huile sur bois, 29,7 × 22,5 cm, Kunsthistorisches Museum, Vienne, inv. GG_970.

#### Belgique
● Soldats et Les Saintes Femmes avec saint Jean, volets gauche et droite d'un triptyque, huile sur panneaux, 90 × 30,5 cm, Koninklijk Museum voor Schone Kunsten, Anvers, inv. 179-180.
● Baptême du Christ, triptyque, huile sur bois, 132 × 96,6 cm ; 132 × 42,2 cm, Groeningemuseum, Bruges, inv. 0.35 (fig. 1).
● Justice de Cambyse, 1498, diptyque, huile sur panneaux, 182,3 × 159,2 cm ; 182,2 × 159,4 cm, Groeningemuseum, Bruges, inv. 0000.GRO0040.I-0041.I (fig. 2).
● Transfiguration, huile sur bois, 174 × 120 cm, Onze-Lieve-Vrouwekerk, Bruges.
● Vierge à l'Enfant à la soupe au lait, huile sur bois, 35 × 29 cm, Musées royaux des beaux-arts, Bruxelles, inv. 3559.
● Adoration des mages, huile sur bois, 83,9 × 66,8 cm, Musées royaux des beaux-arts de Belgique, Bruxelles, inv. 740.

#### Espagne
● Repos pendant la fuite en Égypte, huile sur panneau, 60 × 39 cm, Museo Nacional del Prado, Madrid, inv. P02643 (fig. 3).

#### États-Unis
● Déploration, huile sur panneau, 55,1 × 62,8 cm, The Art Institute, Chicago, inv. 33.1040.
● Nativité, huile sur panneau, 102,5 × 76 cm, The Cleavland Museum of Art, Cleavland, inv. 1958.320.
● Annonciation, huile sur panneau, 34,8 × 23,3 cm, Detroit Institute of Art, Detroit, inv. 27.201
● Le Christ montrant ses plaies, huile sur panneau, 47,8 × 35,3 cm, The Bob Jones University - The Museum & Gallery at Heritage Green, Greenville, inv. 120.
● Déposition, huile sur toile, 142,5 × 112,4 cm, Frick Collection, New York, inv. 1915.1.33.
● Vierge à l'Enfant avec quatre anges, huile sur bois, 63,2 × 39,1 cm, Metropolitan Museum of Art, New York, inv. 1977.1.1.
● Crucifixion avec la Vierge, saint Jean, Marie Madeleine et saint Jérôme, huile sur bois, 53,3 × 38,1 cm, Metropolitan Museum of Art, New York, inv. 09.157.
● Nativité, saint Jean Baptiste et saint François, triptyque, huile sur panneaux, centre : 47,6 × 34,3 cm, gauche : 44,1 × 14,9 cm , droit : 44,1 × 15,2 cm, Metropolitan Museum of Art, New York, inv. 32.100.40 A-C.
● Nativité, saint Jérôme et saint Léonard, panneau central et volets intérieurs d'un triptyque, huile sur panneaux, 89,6 × 71,1 cm et 89,6 × 31,4 cm, Metropolitan Museum of Art, New York, inv. 49.7.20a-b-c.
● Annonciation, deux panneaux du polyptyque de la Cervara, huile sur panneaux, 79,1 × 63,5 cm ; 79,1 × 64,1 cm, Metropolitan Museum of Art, New York, inv. 50.145.9ab.
● Portement de croix et Résurrection, volets intérieurs d'un triptyque, huile sur panneaux, 87,7 × 29,5 cm et 87,6 × 30 cm, Metropolitan Museum of Art, New York, inv. 1975.1.119.
● Annonciation, volets extérieurs d'un triptyque, huile sur panneaux, 87,7 × 29,5 cm et 87,6 × 30 cm, Metropolitan Museum of Art, New York, inv. 1975.1.120.
● Couronnement de la Vierge, huile sur panneau, 70,8 × 54 cm, Norton Simon Museum, Pasadena, inv. F.1965.1.017.P.
● Déploration, panneau central d'un triptyque, huile sur panneau, 87 × 65,1 cm, Philadelphia Museum of Art, Philadelphie, inv. 328 (fig. 4).
● Tête du Christ, huile sur panneau, 46 × 33,6 cm, Philadelphia Museum of Art, Philadelphie, inv. 330.
● Vierge à l'Enfant trônant avec deux anges, huile sur panneau, 99,2 × 65,2 cm, Philadelphia Museum of Art, Philadelphie, inv. 319.
● Annonciation, huile sur panneau, tondo Ø 27,9 cm, Art Museum, St. Louis, inv. 204:1942.
● Lamentation, huile sur panneau, 39,4 × 31,7 cm, The Fine Arts Collections of the Art, Design & Architecture Museum - University of California, Santa Barbara, inv. 1960.4.
● Repos pendant la fuite en Égypte, huile sur panneau, 44,3 × 44,9 cm, National Gallery of Art, Washington, inv. 1937.1.43 (fig. 5).

#### France

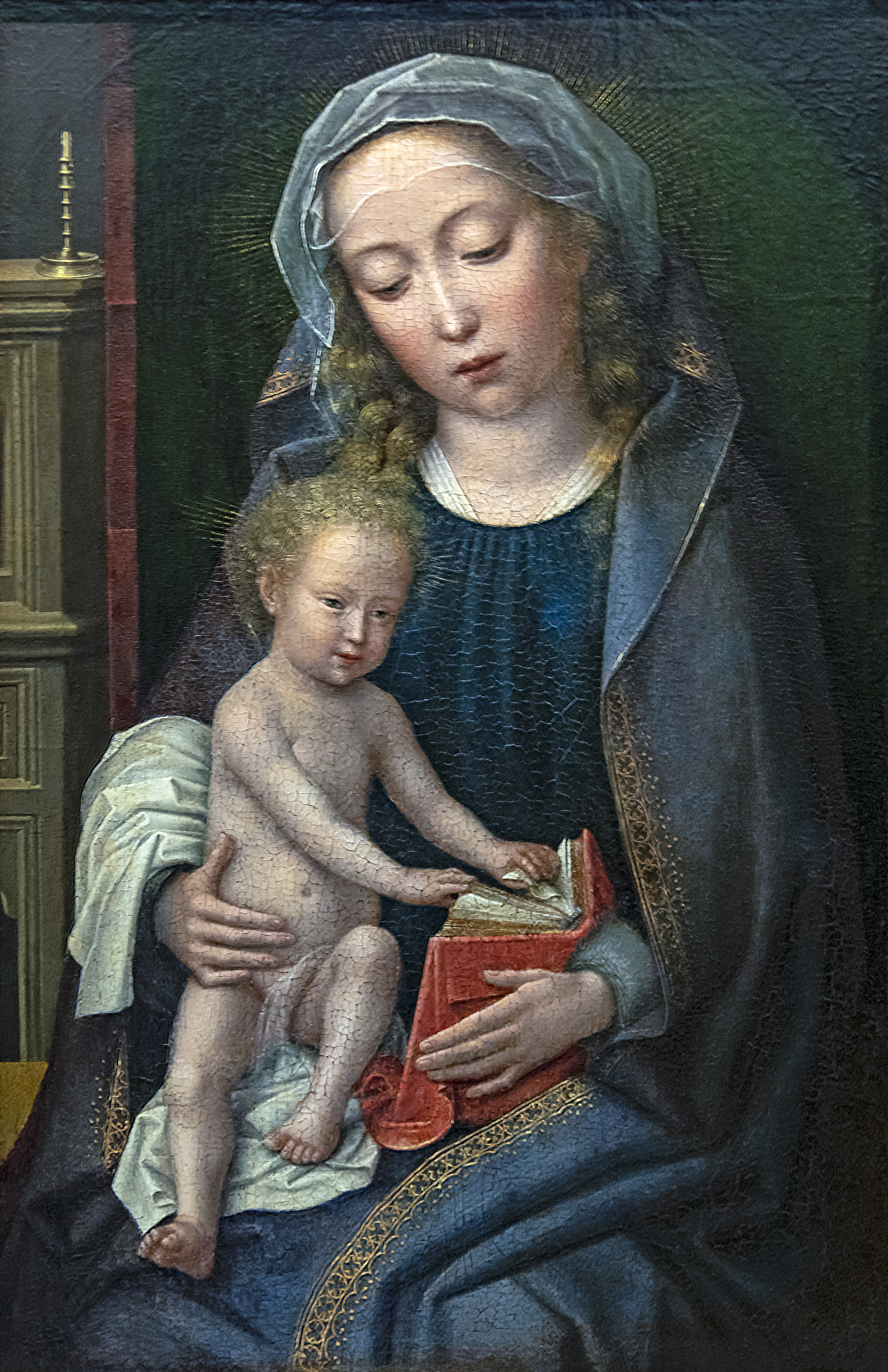
Vierge à l'Enfant, Fondation Bemberg, Toulouse.

● La Lignée de sainte Anne ou Arbre de Jessé, huile sur bois, 88 × 69,5 cm, Musée des beaux-arts, Lyon, inv. B-540.
● Dieu le Père bénissant, couronnement du polyptyque de la Cervara, huile sur bois, 88 × 46 cm, Musée du Louvre, Paris, inv. RF 2228.
● Les Noces de Cana, huile sur bois, 100 × 128 cm, Musée du Louvre, Paris, inv. 1995.
● Triptyque de la famille Sedano, huile sur bois, 0,97 × 0,72 m, Musée du Louvre, Paris, inv. RF 588.
● La Vierge entre les Vierges, vers 1509, huile sur bois, 120 × 213 cm, Musée des beaux-arts, Rouen, inv. 1803.4 (fig. 6).
● Vierge à l'Enfant, vers 1509, huile sur bois, Fondation Bemberg, Toulouse, inv. 1100.
● Le Christ au Jardin des Oliviers, 1510-1520, huile sur bois, Musée des Beaux-Arts de Strasbourg, Strasbourg, inv. MBA 465.
● La Vierge à la soupe au lait, 1510-1520, huile sur bois, Musée des Beaux-Arts de Strasbourg, Strasbourg, inv. MBA 269.

#### Hongrie
● Nativité, huile sur bois, 76,7 × 56,7 cm, Szépművészeti, Budapest, inv. 1336.

#### Irlande
● Christ bénissant, huile sur bois, 118 × 61 cm, National Gallery of Ireland, Dublin, inv. 13.

#### Italie
● Intronisation de la Vierge et de l'Enfant entre saint Jérôme et saint Benoît, panneau central, volet gauche et volet droit du polyptyque de la Cervara, huile sur panneaux, 151 × 87 cm ; 148 × 67 cm, Palazzo Bianco, Gênes, inv. 12.
● Crucifixion avec la Vierge et saint Jean, huile sur panneau, 102 × 89 cm, Palazzo Bianco, Gênes, inv. 19.
● Vierge à la soupe au lait (Madonna della pappa), huile sur panneau, 41 × 32 cm, Palazzo Bianco, Gênes, inv. 18 (fig. 7).

#### Norvège
● Vierge à l'Enfant, huile sur panneau, 43 × 30 cm, Nasjonalmuseet Oslo, inv. 388.

#### Pays-Bas
● Vierge à l'Enfant dans un paysage, huile sur panneau, 42,5 × 26 cm, Museum Boymans Van Beuningen, Rotterdam, inv. 2446.

#### Royaume-Uni
● Adoration des Mages, huile sur panneaux de chêne, 60 × 59,2 cm, National Gallery, Londres, inv. NG1079 (fig. 8).
● Lamentation, huile sur panneaux de chêne, 63 × 62,1 cm, National Gallery, Londres, inv. NG1078.
● Le Christ cloué sur la croix, panneau central d'un triptyque, huile sur bois de chêne, 49,4 × 95,1 cm, National Gallery, Londres, inv. NG3067 (fig. 9).
● Mariage mystique de sainte Catherine, huile sur bois de chêne, 105,8 × 144,4 cm, National Gallery, Londres, inv. NG1432 (fig. 10).
● Bernardin de Salviatis et trois saints, huile sur bois, 103,4 × 94,3 cm, National Gallery, Londres, inv. NG1045.
● Portrait d'un ecclésiastique en prière, huile sur bois, 34,2 × 26,8 cm, National Gallery, Londres, inv. NG710.
● Saint Jérôme, huile sur panneau de chêne, 35,3 × 23,7 cm, National Gallery, Londres, inv. NG2596.

#### Russie
● Vierge embrassant le Christ mort, huile sur bois, 11,4 × 16,2 cm, Musée de l'Ermitage, Saint-Pétersbourg, inv. ГЭ-402.

#### Suisse
● Christ faisant ses adieux à sa Mère et Vierge avec deux anges, diptyque, détrempe vernie sur bois de chêne, 11,5 × 9 cm, Kunstmuseum, Bâle, inv. G.1958.15 et G.1958.16.

### Dessins des collections publiques
Dessins attribués à Gérard David ou à un membre de son atelier.
Allemagne
- Tête de femme et homme (recto), homme debout (verso), encre brune sur papier, 128 × 92 mm, Städelsches Kunstinstitut, Francfort, inv. 6916.[63]

Canada
- Quatre têtes, pointe de métal sur papier, 72 × 63 mm, Musée de Beaux-Arts du Canada, Ottawa, inv. 6986.[64]

France
- Jeune fille debout, encre brune sur papier, 91 × 60 mm, Musée du Louvre, Paris, inv. 170DR.[65]
- Étude de quatre têtes de femmes et de deux mains (recto), tête d'homme (verso), encre brune sur papier, 89 × 97 mm, Musée du Louvre, Paris, inv. 3812.[66]
- Jeune fille assise de trois quarts, pointe d'argent sur papier, 95 × 65 mm, Musée du Louvre, Paris, inv. RF 20.649.[67]
- Étude d'une tête (recto), étude de mains (verso), pointe d'argent sur papier, 93 × 65 mm, Musée du Louvre, Paris, inv. 20652.[68]

Pologne
- Étude de têtes, pointe d'argent sur papier, 94 × 97 mm, Musée Czartoryski, Cracovie, inv. XV-Rr.1970 (fig. A).[69]
- Tête de femme (recto), étude d'une tête d'homme et d'un arbre (verso), pointe d'argent sur papier, 142 × 102 mm, Kunsthalle, Hambourg, inv. 21575.[70]

### Miniatures attribuées à Gérard David
- Virgo inter Virgines, vélin, 180 × 134 mm, The Pierpont Morgan Library, New York, inv. Ms. M.659 (fig. B).[71]
- Vierge à l'Enfant sur un croissant de lune, Sainte Catherine et Sainte Claire, f.197v, f.228v et f.230v du Livre de prières Rothschild, collection particulière, localisation inconnue (fig. C).[72]

## Galerie

Peintures de Gérard David
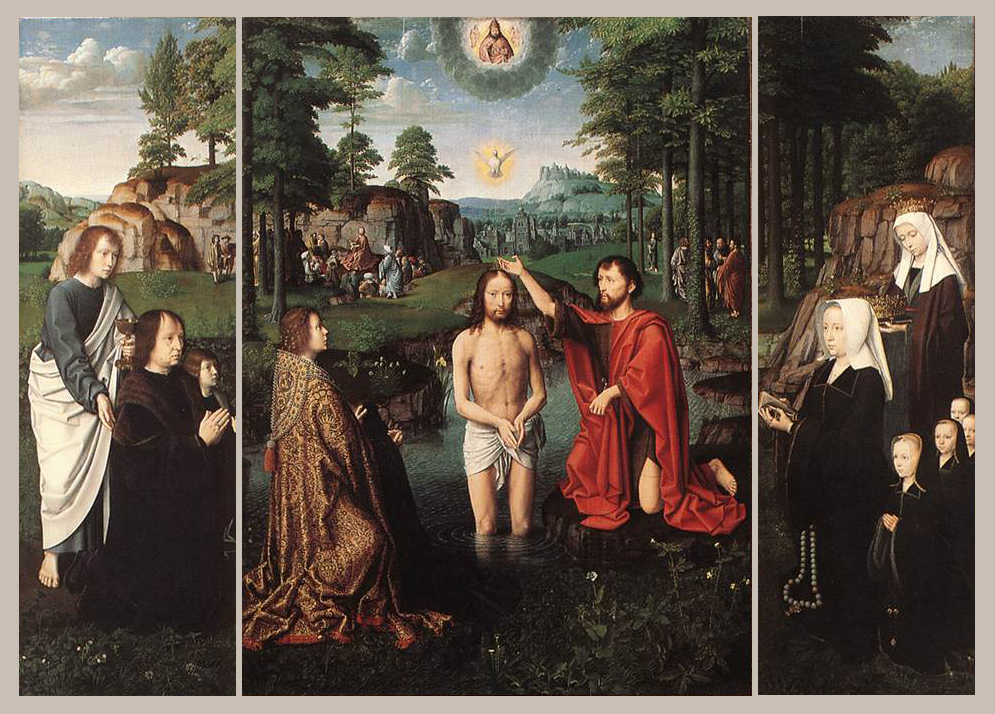
1. Baptême du Christ, Groeningemuseum, Bruges.
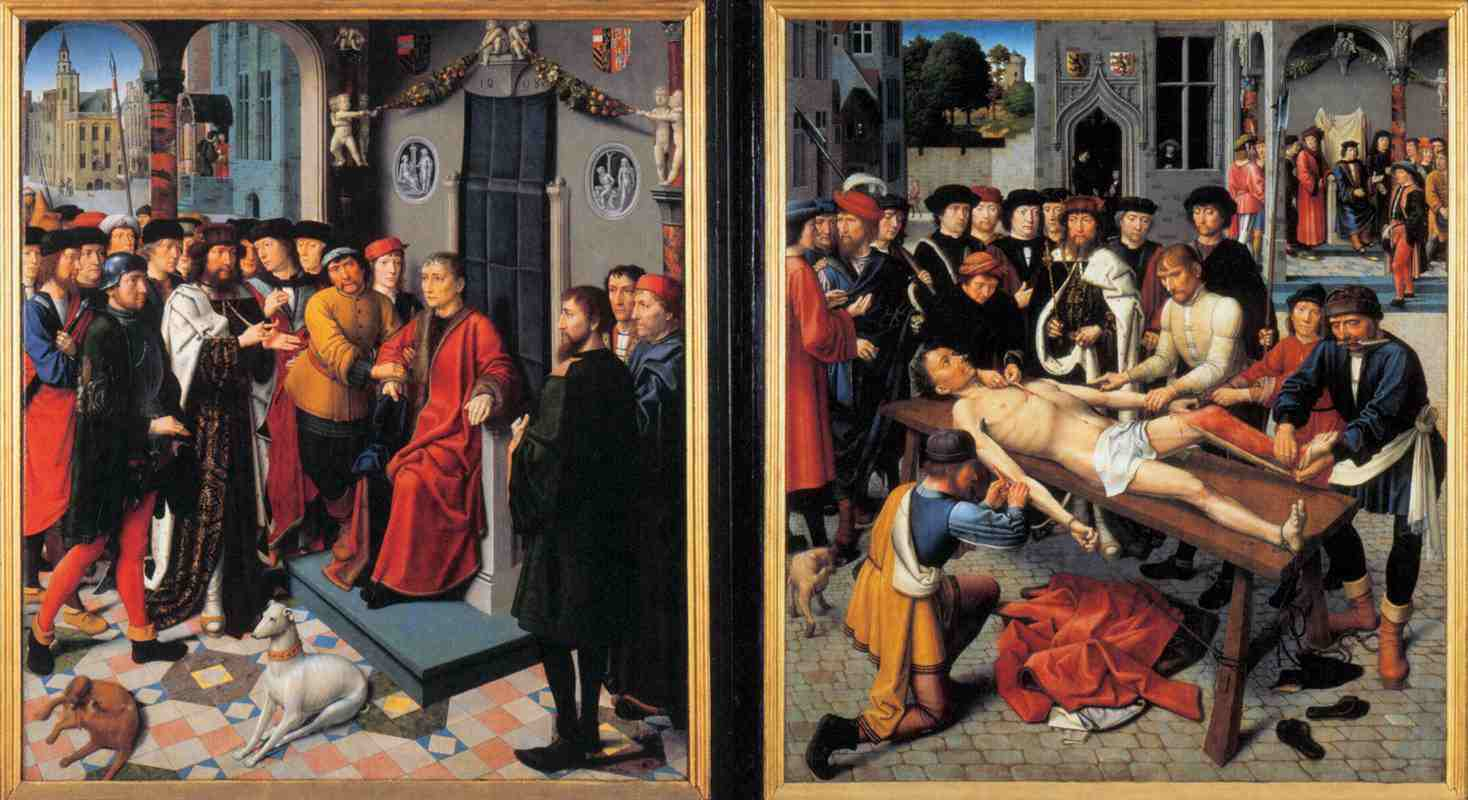
2. Justice de Cambyse, 1498, diptyque, Groeningemuseum, Bruges.

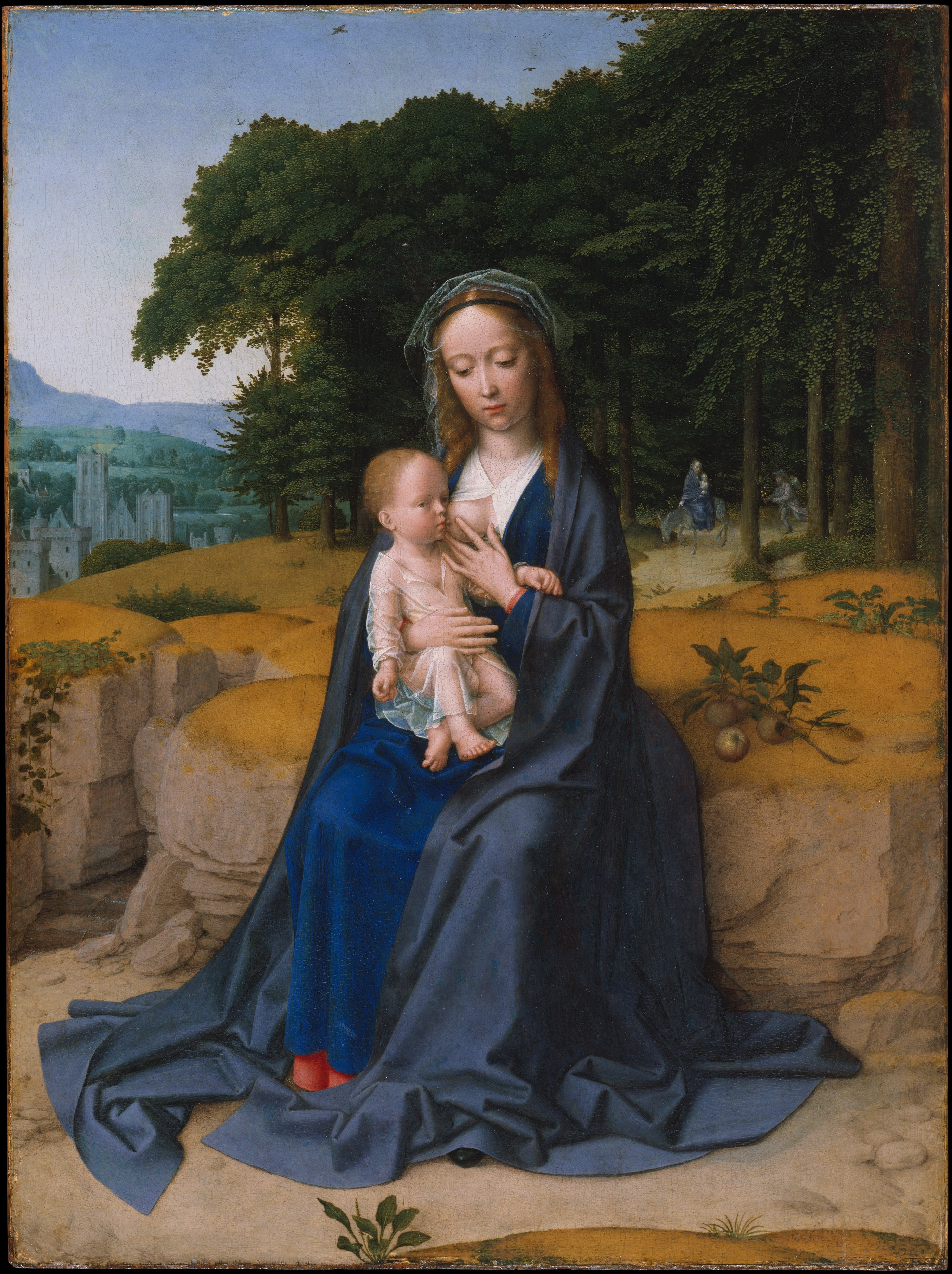
3. Repos pendant la Fuite en Égypte, musée du Prado, Madrid.
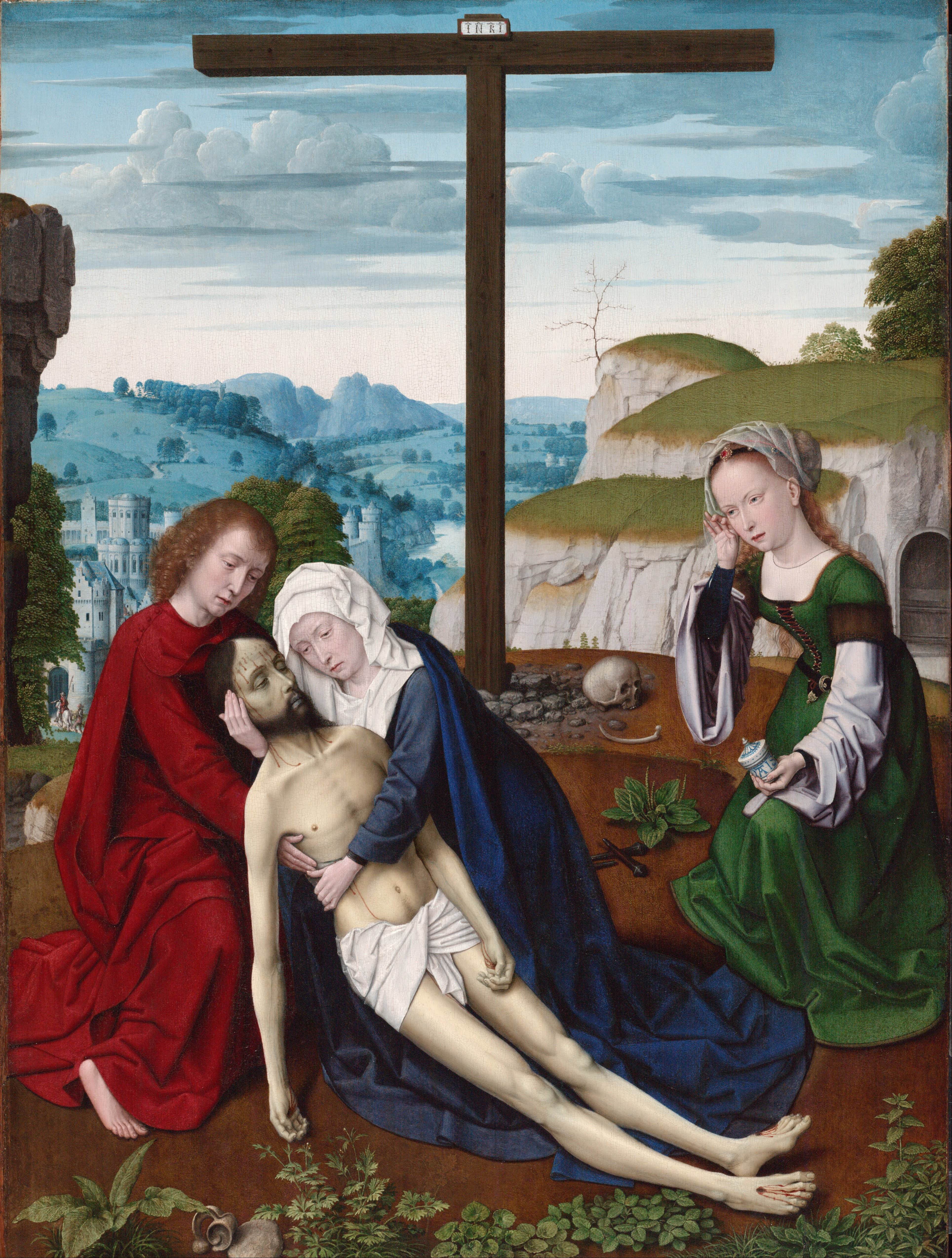
4. Déploration, Philadelphia Museum of Art, Philadelphie.
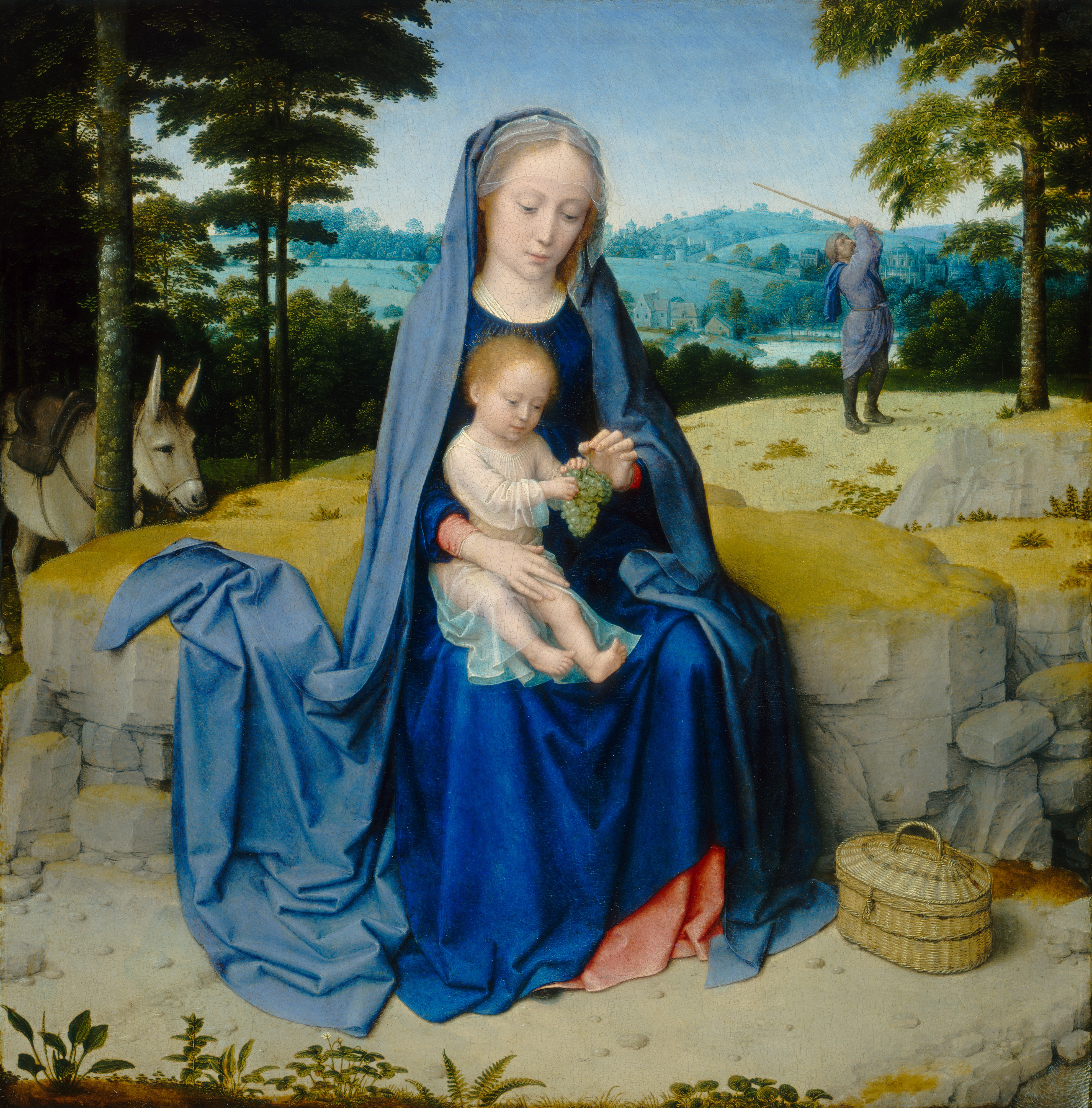
5. Repos pendant la Fuite en Égypte, National Gallery of Art, Washington.

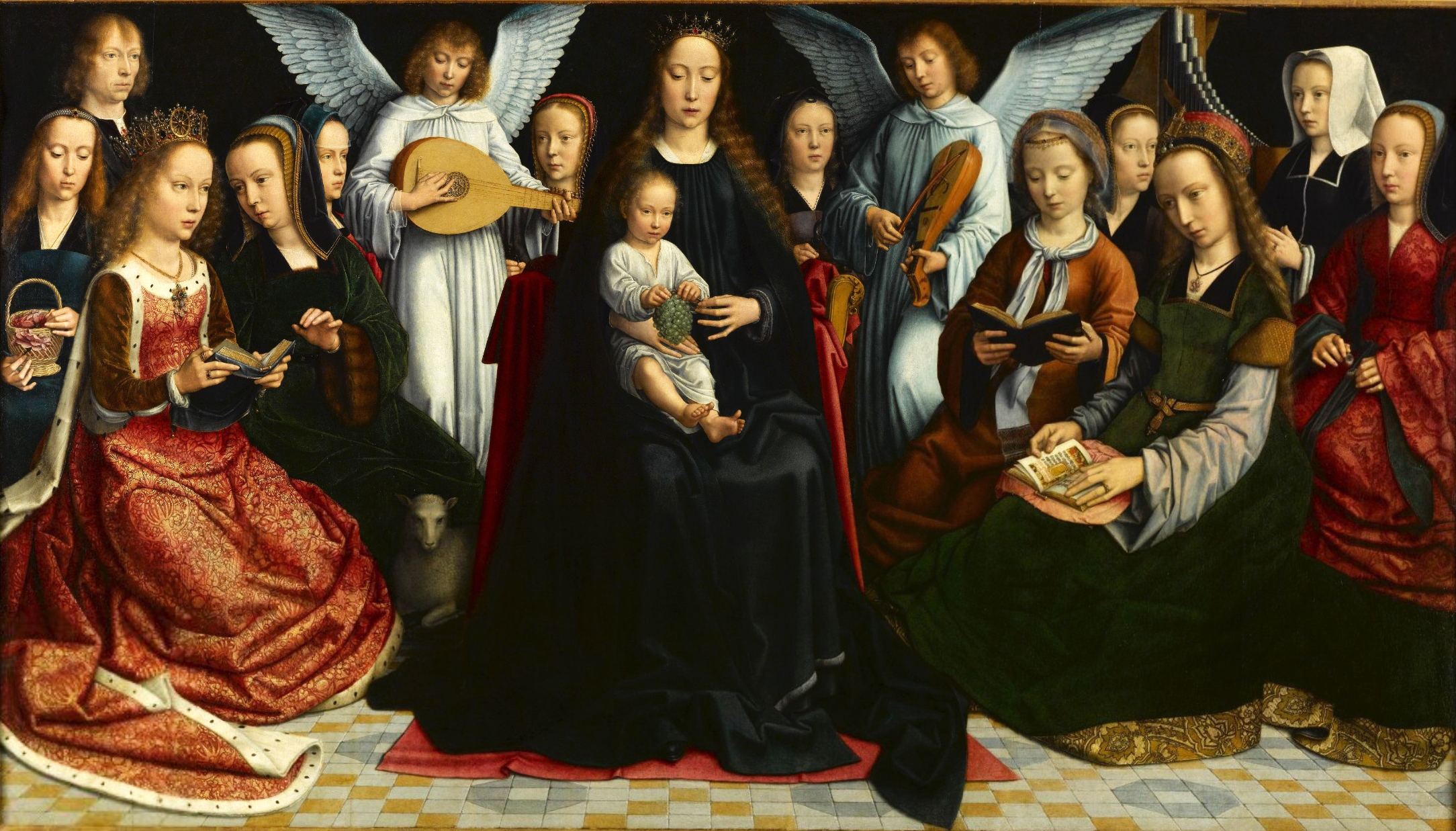
6. Vierge entre les Vierges, musée des Beaux-Arts, Rouen.
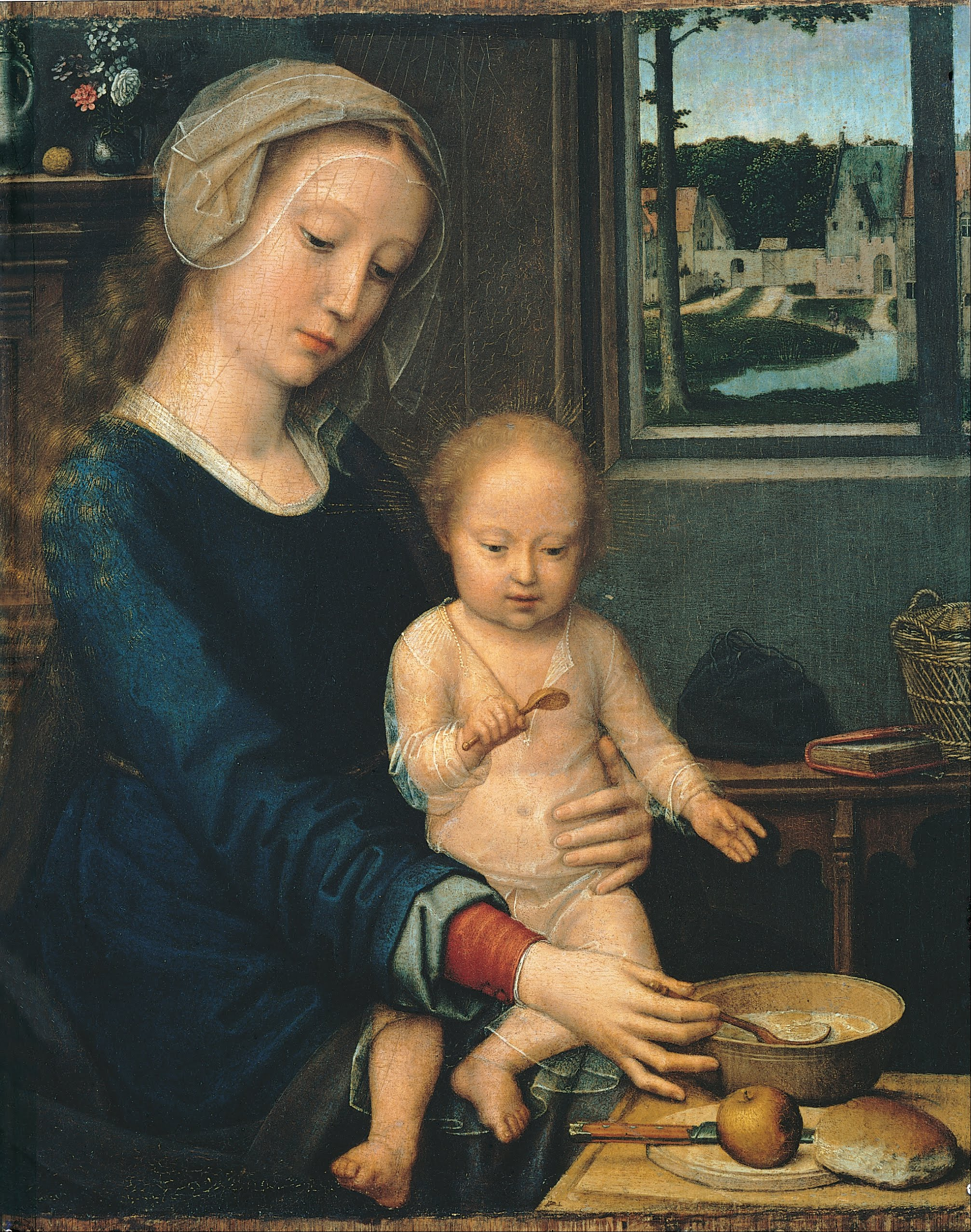
7. Vierge à l'Enfant à la soupe au lait, Palazzo Bianco, Gênes.
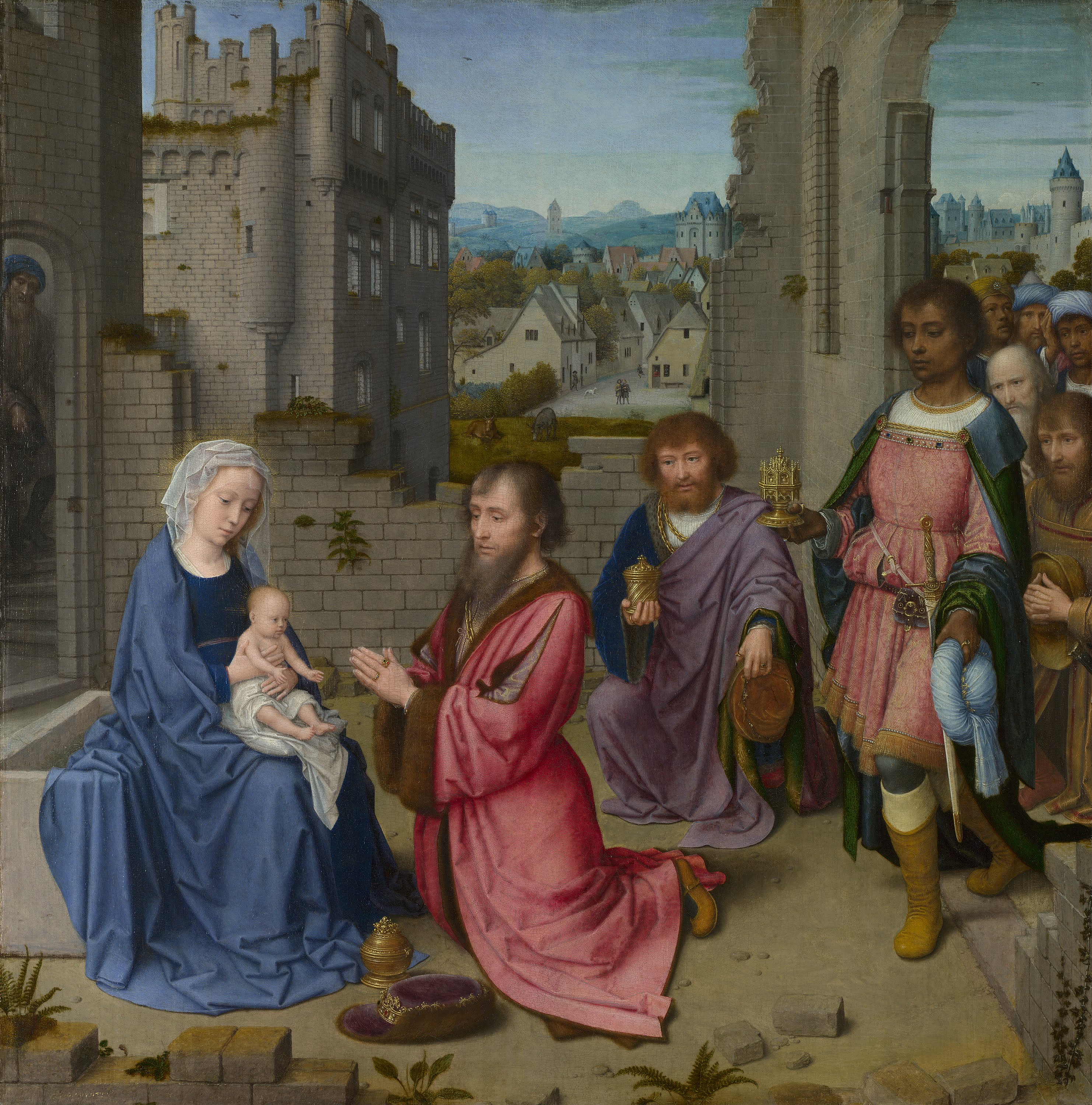
8. Adoration des mages, National Gallery, Londres.
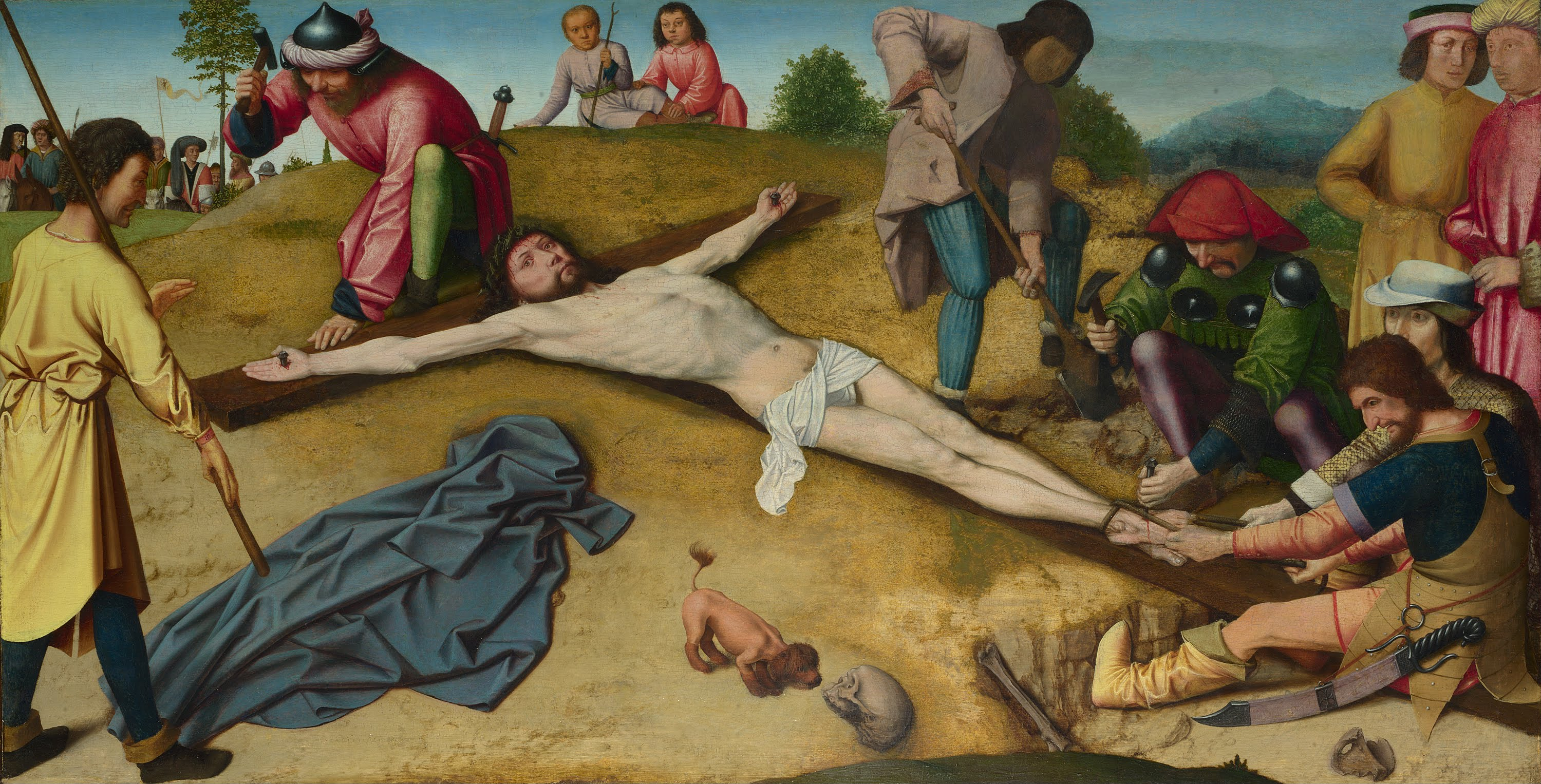
9. Le Christ cloué sur la croix, National Gallery, Londres.
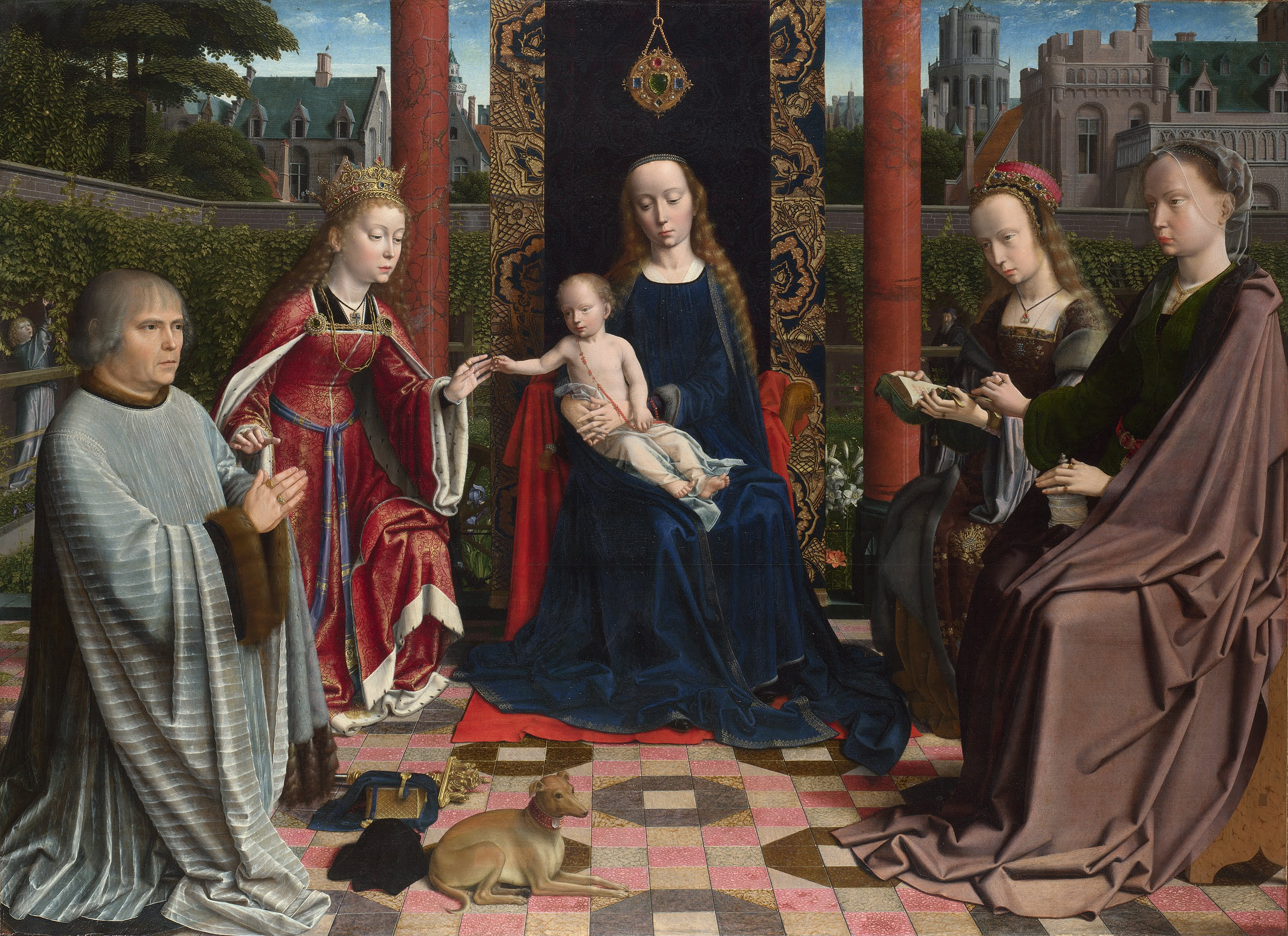
10. Mariage mystique de sainte Catherine, National Gallery, Londres.
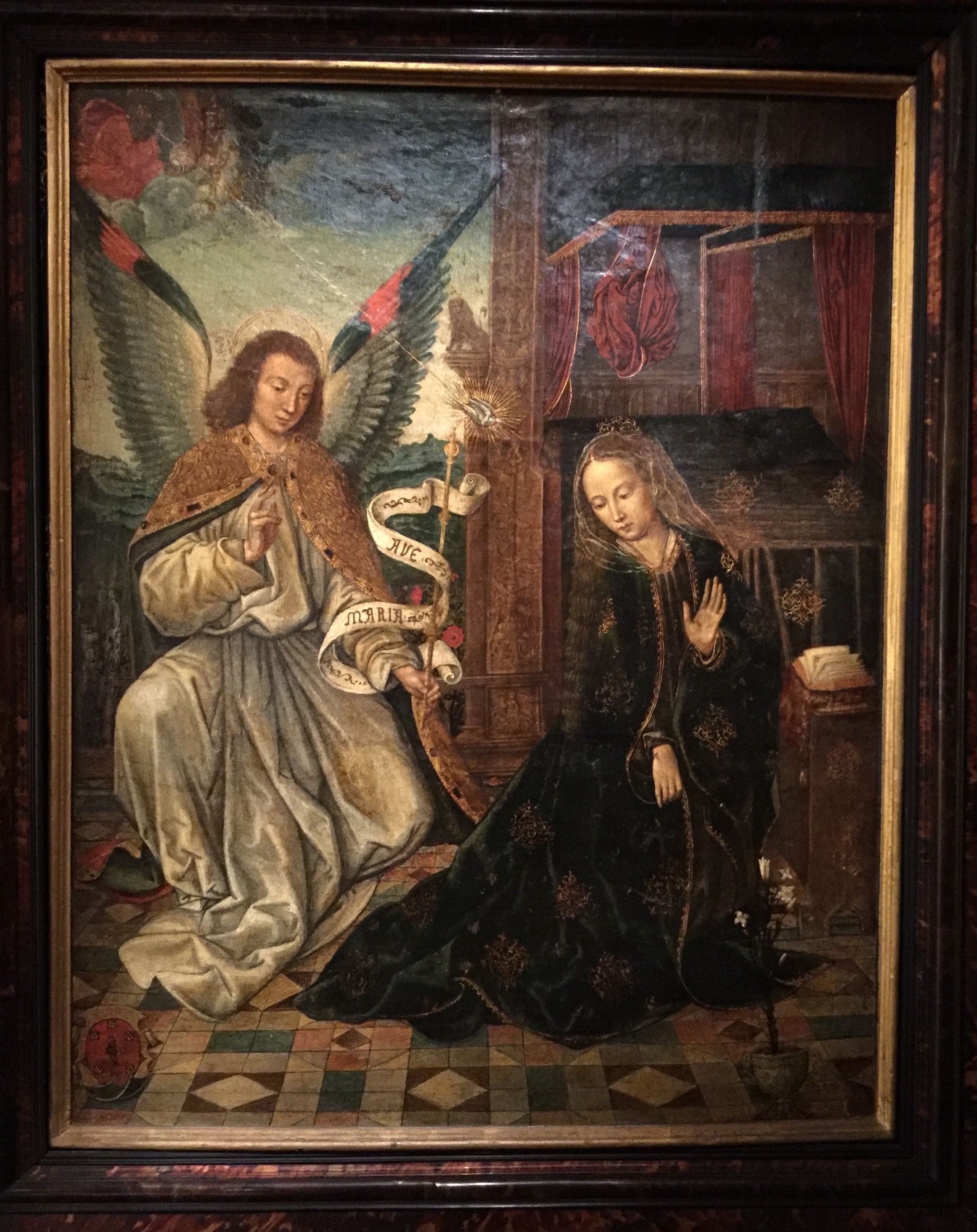
11. Annonciation. Palerme.

Dessin et miniatures attribués à Gérard David
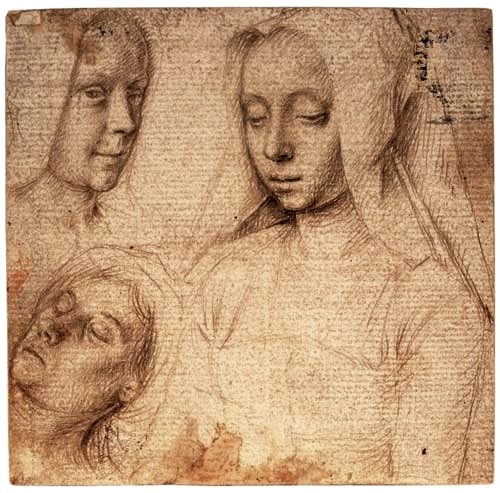
A. Étude de têtes, musée Czartoryski, Cracovie.
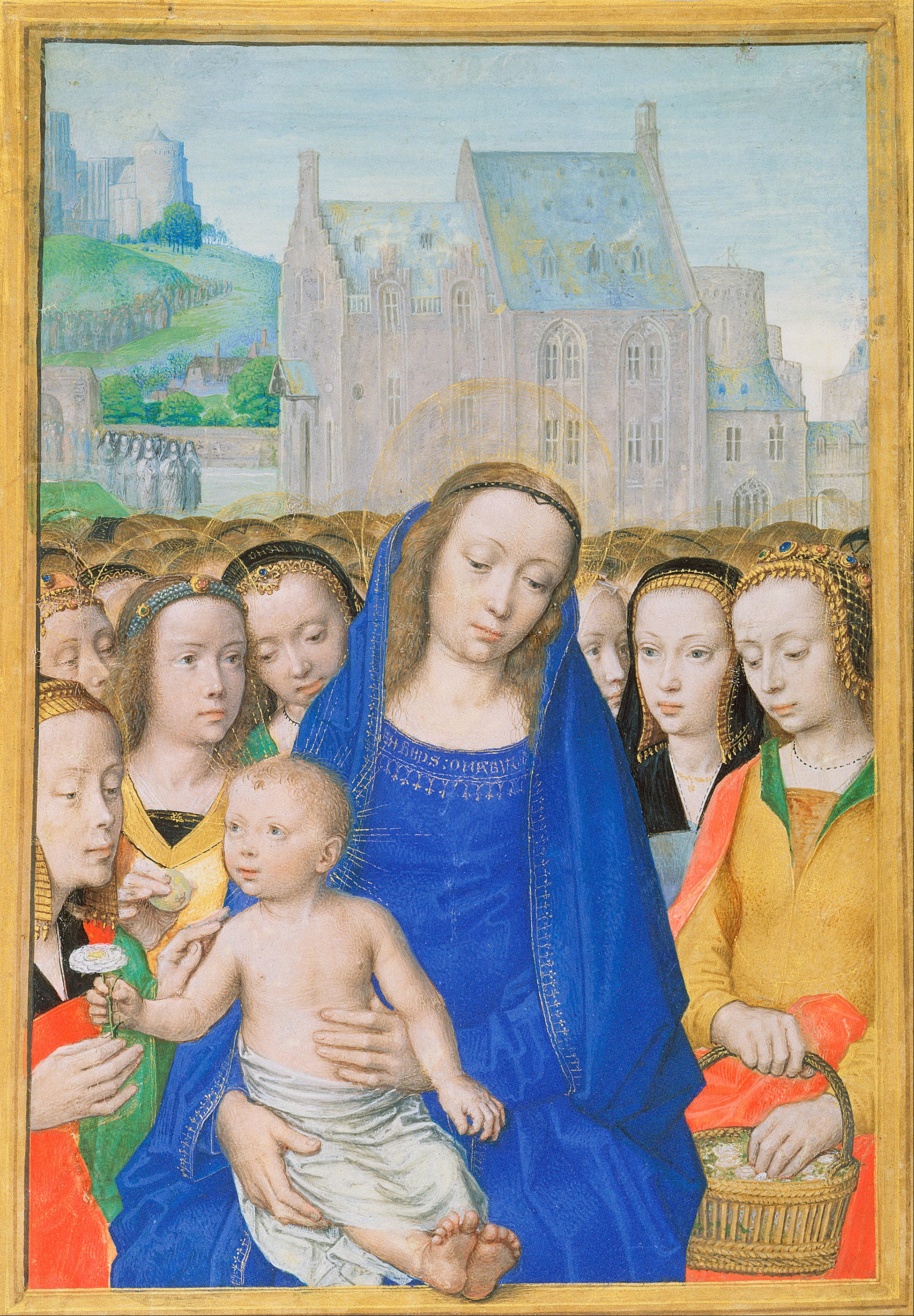
B. Virgo inter Virgines, The Pierpont Morgan Library, New York.
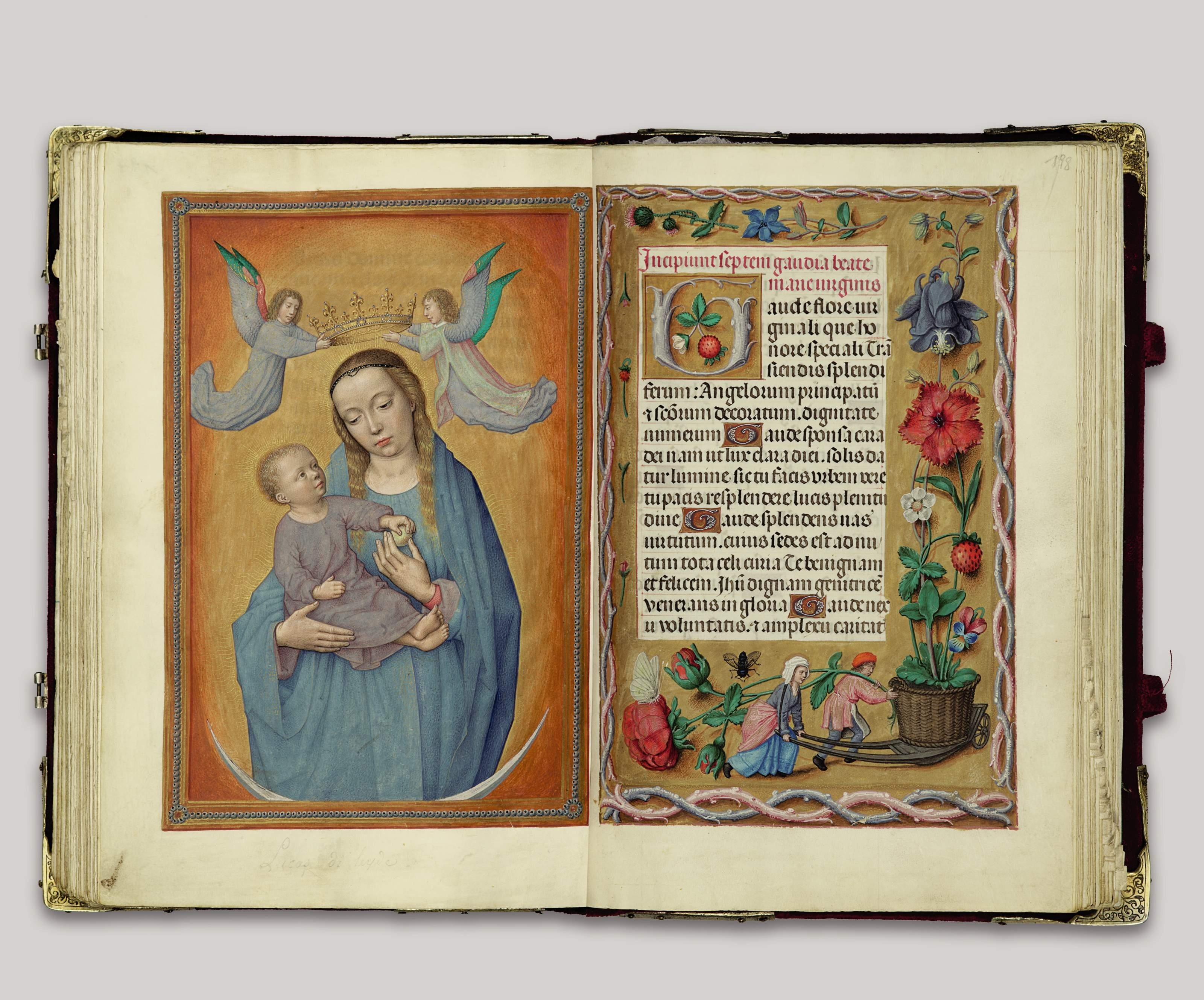
C. Vierge à l'Enfant sur un croissant de lune, f.197v du Livre de prières Rothschild. collection particulière.